# Vorzeitformen
Vorzeitformen sind geomorphologische Reliefformen und Sedimente die unter einem frühzeitlichen Klima entstanden sind. Als typisches Beispiel für Vorzeitformen in Deutschland können intensive Verwitterungsdecken genannt werden, die unter einem wärmeren und feuchteren tropischen Klima im Tertiär gebildet wurden. Die prähistorischen Sedimente und Strukturen dienen somit auch als Klimaarchiv um zurückliegende Klimaveränderungen nachzuweisen. Eine weitere Unterteilung in reliktische und fossile Vorzeitformen ist möglich. Reliktische Formen sind durch eine aktuelle (rezente) Verwitterungsdynamik bereits stärker überprägt worden. Fossile Formen sind hingegen durch jüngere Sedimente bedeckt, die vor Einflüssen heutiger exogener Klimafaktoren schützen.